# Pareja de amantes
Pareja de amantes es un cuadro del pintor Otto Mueller (1874-1930) pintado en 1920. Pertenece al expresionismo alemán y fue expuesto por el partido nazi como ejemplo de arte degenerado.Mueller está considerado como uno de los grandes pintores del expresionismo alemán, aunque su obra llegó a ser calificada por el gobierno nazi como arte degenerado. 
Debido al origen romaní de su madre, se ganó el sobrenombre de “Gitano Mueller” o “El Pintor Gitano”. Estudió en diversas Academias de Bellas Artes, que posteriormente abandonó. Sirvió a Alemania en la Primera Guerra Mundial, para luego convertirse en profesor en una academia de arte hasta 1930, año de su muerte.
Algunas de sus obras fueron incluidas por el régimen nazi en la exposición de Arte degenerado de 1937. La muestra consistía en obras del expresionismo alemán, que podían interpretarse en clave política y que expresaban opiniones distintas a las del régimen de Hitler. Suelen representar a colectivos oprimidos de una manera no demonizada. Lo que intentan los nazis con la exposición de estas obras es demonizar a estas mismas y marcar las vanguardias como un episodio pasajero en Alemania. Tratan a ese arte como si fuese arte hecho por dementes que no sabían de lo que hablaban, casi riéndose de él.

## Pareja de amantes
En el cuadro se puede ver a una mujer, desnuda, presumiblemente romaní, junto a un hombre, presumiblemente el mismo Mueller. La delicadeza de las líneas, la distribución de las luces –la mujer desnuda iluminada en primer término, y el hombre detrás de ella, en la penumbra– y la paleta cromática lo convierten una muestra del expresionismo, interesado en mostrar una visión poética de la realidad. El motivo de las mujeres romanís desnudas se repite como una constante en su obra y, en su mayoría, se trata de retratos de su primera mujer, María Meyerhofer o, como él la apodó, Maschka. La figura de la mujer romaní, expresada repetidamente en sus cuadros, no trata nunca de mujeres retratadas en un desnudo casto o no sexualizado, sino de figuras representadas como sensuales y deseables. En sintonía con el resto de su obra, una de las más líricas del expresionismo alemán, Pareja de amantes representa la igualdad y el equilibrio, y plasma su relación con Maschka: amantes, pareja, compañeros de vida, pero no casados; un estilo de vida no tradicional, típico de los artistas de vanguardia.
Maschka se convirtió en su musa hasta bastante después de su separación. La relación matrimonial de ambos llegó a su fin cuando Mueller empezó una relación con Irene Altman, una chica judía de 17 años, quien lo abandonaría en 1921, al emigrar a Londres. El abandono coincidió con la fecha del divorcio oficial entre Maschka y Mueller. En 1922 se casaría con una mujer todavía más joven, una estudiante de arte llamada Elsbeth Luebke, con quien permanecería casado cinco años y llegaría a tener un hijo. A pesar de que estas dos mujeres aparecen también en la obra de Muller, no llegan a estar tan presentes como lo estuvo Maschka. Ambos, después de su separación, continuaron teniendo una gran relación, no solo en el terreno personal sino también en el profesional, ya que, en lo que respecta a la parte administrativa del arte de Mueller, siempre fue ella quien se hizo cargo. En 1925, acompañaría a Maschka a Hungría para un viaje, donde empezaría a representar, ya no solo a las mujeres gitanas desnudas, como representación de la cultura romani en sus cuadros, sino también el mundo de todos los romaní centroeuropeos.
Su arte no fue confiscado por los nazis hasta 1937, y el pueblo romaní no fue considerado “enemigo de la raza y del estado” por los nazis hasta 1935. Así, Mueller no llegó a vivir en sus propias carnes el genocidio romaní, a manos del régimen nazi pero sí que lo hicieron sus obras, de la misma manera que todos los movimientos artísticos en los que participó, y que llegaron a su final en 1933 con la llegada de Hitler al poder. La obra que los nazis requisaron de Muller era extensa, pero muchas de sus pinturas fueron destruidas, mientras que otras fueron expuestas como arte degenerado.